# Daniel Davis
Pour les articles homonymes, voir Daniel Davis (homonymie) et Davis.
Daniel Davis, est un acteur américain né le 26 novembre 1945 à Gurdon dans l'Arkansas (États-Unis).
Il est notamment connu pour son interprétation de Niles dans la série télévisée Une nounou d'enfer.

## Biographie

### Carrière
Ses parents possédant une salle de cinéma, il désire rapidement devenir acteur. À l'âge de 11 ans, il intègre le casting d'une série télévisée pour enfants Betty's Little Rascals. Il suit une formation à l'Arkansas Arts Center, puis intègre l'Oregon Shakespeare Festival, où il se verra proposer par un producteur de Broadway un rôle dans une pièce de théâtre intitulée Futz. Puis Daniel Davis continue sa formation au Stratford Shakespeare Festival, puis reste 6 ans à l'American Conservatory Theatre. Cet amour du théâtre va alors le suivre durant toute sa carrière. Il incarnera presque tous les rôles de Shakespeare. Chanteur émérite, il joue aussi dans de nombreuses comédies musicales.
Il joue dans Amadeus ou Coco à Broadway en tant qu'acteur et dans une comédie musicale humoristique In fashion où il est chanteur et danseur.
En 1971, il fait sa première apparition au cinéma dans Pigeons (1970) où il interprète le rôle de Skinny.
Il jouera dans plusieurs séries, notamment dans Dynastie où il incarne le rôle de Harry Thresher dans 5 épisodes de la Saison 8 (1987-1988), Star Trek : La Nouvelle Génération (1988) (rôle du Professeur James Moriarty, un hologramme) dans deux épisodes. Il apparaîtra furtivement dans la série MacGyver (1989)
En 1992, il joue le rôle d'Alex Varrick dans la série Columbo.
En 1993, la série télévisée Une Nounou d'enfer (The Nanny) est diffusée. Il y incarne Niles, le maître d'hôtel du célèbre producteur de Broadway Maxwell Sheffield (joué par Charles Shaughnessy). L'interprétation qu'il donne du majordome anglais est si convaincante (notamment son accent), que bon nombre de spectateurs ont pensé, à tort, qu'il était natif d'Angleterre. Au bout de six ans, la série s'arrête et il s'installe à Westwood en Californie. Il se remet au théâtre avec la pièce Wrong Moutain (2000). Il est d'ailleurs nommé en 2000 pour les Tony Award de Broadway en tant que meilleur acteur dans cette pièce.
En 2004, il ne participera pas à The Nanny Reunion : A Nosh to Remember, car il était retenu à Broadway pour le théâtre.

## Filmographie

### Cinéma
- 1970 : The Sidelong Glances of a Pigeon Kicker (en) de John Dexter : Skinny (non crédité)
- 1985 : Chain Letters de Mark Rappaport : Steve
- 1989 : Chien de flic (K-9) de Rod Daniel
- 1990 : Havana de Sydney Pollack : Marion Chigwell
- 1990 : À la poursuite d'Octobre rouge (The Hunt for Red October) de John McTiernan : Commandant Charlie Davenport
- 2005 : Le ruban de Moebius (en) (Thru the Moebius Strip) de Glenn Chaika : Arthur (voix)
- 2006 : Le Prestige (The Prestige) de Christopher Nolan : Juge

### Téléfilms
- 1985 : The Eagle and the Bear de Lee H. Katzin : Underhill
- 1986 : Justice aveugle (en) (Blind Justice) de Rod Holcomb : Attorney Seth Thompson
- 1986 : George Washington II: The Forging of a Nation (en) de William A. Graham : Patrick Henry
- 1987 : The Spirit de Michael Schultz : Simon Teasdale
- 1988 : What Price Victory de Kevin Connor : Trainer
- 1991 : La force de vaincre (She Stood Alone) de Jack Gold : Parker Elsworth
- 1991 : The Perfect Tribute de Jack Bender : Gouverneur Curtin
- 1991 : Palomino (en) de Michael Miller : Doctor
- 2002 : Longhair and Doubledome: Where There's Smoke, There's Bob de Gavrilo Gnatovich : (voix V.O)
- 2011 : The Miraculous Year de Kathryn Bigelow :

### Séries télévisées
- 1974 : Great Performances : Moulineaux (Épisode 314)
- 1981-1982 : Texas : Eliot Carrington (71 épisodes)
- 1984 : Les Routes du paradis (Highway to Heaven) : Lance Gaylord (Saison 1 - Épisode 9)
- 1984 : Cagney et Lacey (Cagney and Lacey) : Arthur Cole (Saison 4 - Épisode 10)
- 1985 : Les Enquêtes de Remington Steele (Remington Steele) : Pierre Fumar (Saison 3 - Épisode 12)
- 1985 : L'Agence tous risques (The A-Team) : Phillips (Saison 4 - Épisode 11)
- 1985-1986 : Les deux font la paire (Scarecrow and Mrs. King) : Robert Castille / Tony Martinet (Saison 2 - Épisode 23 et Saison 3 - Épisode 22)
- 1986 : Cheers : Mr Reinhardt (Saison 4 - Épisode 18)
- 1986 : Le Juge et le Pilote (Hardcastle and McCormick) : Joey Kello (Saison 3 - Épisode 21)
- 1986 : Matlock : James Billings (Saison 1 - Épisode 11)
- 1986 : Tall Tales & Legends (en) : Congressman (Saison 1 - Épisode 8)
- 1987-1988 : Dynastie (Dynasty) : Harry Thresher (Saison 8 - Épisodes 11, 12, 14, 15 et 19)
- 1988 : Equalizer (The Equalizer) : Eddie Mason (Saison 3 - Épisode 14)
- 1988 : Frank's Place (en) : David Arnold Tuney (Saison 1 - Épisode 19)
- 1988 : Just in Time (en) : The Boys in the Board Room (Saison 1 - Épisode 5)
- 1988-1993 : Star Trek : La Nouvelle Génération (Star Trek: The Next Generation) : Professeur James Moriarty / Moriarty (Saison 2 - Épisode 3 et Saison 6 - Épisode 12)
- 1989 : MacGyver : Nicholas Helman (Saison 5 - Épisode 6)
- 1992 : Columbo : Alex Varrick (Saison 11 - Épisode 2)
- 1992 : Guerres privées (Civil Wars) : Harvey Gutfreund (Saison 1 - Épisode 13)
- 1992 : La Loi de Los Angeles (L.A. Law) : Howard Grady (Saison 6 - Épisode 18)
- 1992 : Arabesque (Murder, She Wrote) : Neal Dishman (Saison 8 - Épisode 21)
- 1993-1999 : Une nounou d'enfer (The Nanny) : Niles (145 épisodes)
- 1996 : Adventures from the Book of Virtues : Le cheval / Le professeur (voix V.O) (Saison 1 - Épisode 1)
- 1996 : Drôles de monstres (Aaahh!!! Real Monsters) : Lugo (voix V.O) (2 épisodes)
- 1997 : Duckman: Private Dick/Family Man : Rodney (voix V.O) (Saison 4 - Épisode 14)
- 1997 : Remember WENN (en) : Desmond Quist (Saison 3 - Épisode 12)
- 1997-2000 : Men in Black (Men in Black: The Series) : The Undercover Syndrome / The Bad Doggie Syndrome (voix V.O) (Saison 1 - Épisode 5 et Saison 3 - Épisode 13)
- 1999 : Les Razmoket (Rugrats) : Conan McNulty / Wrestler (voix V.O) (Saison 6 - Épisode 18)
- 2000 : The Practice : Bobby Donnell et Associés (The Practice) : Juge Barton Wolfe (Saison 1 - Épisodes 1, 2 et 4)
- 2002 : Frasier : Dr Shafer (Saison 10 - Épisode 8)
- 2008 : Ugly Betty : Dr Morgan Remus (Saison 2 - Épisode 15)
- 2015 : Gotham : Jacob Skolimski (Saison 1 - Épisode 20)
- 2017 : Blacklist : Baldur Magnusson (Saison 4 - Épisodes 12 et 20)
- 2019 : Elementary : Responsable de Krypsona (Saison 7 - Épisode 3)
- 2020 : Dispatches from Elsewhere : Octavio Coleman (Saison 1 - Épisode 10)
- 2022 : New Amsterdam : Vic Wallas (Saison 4 - Épisode 21)
- 2024 : Elsbeth : Dr Yablonski (Saison 1 - Épisode 6)

Prochainement
- 2023 : Star Trek: Picard : Professeur James Moriarty / Moriarty